# دون مكينون
دون مكينون (بالإنجليزية: Don McKinnon)‏ (و. 1939  م) هو دبلوماسي، وسياسي نيوزيلندي، ولد في لندن.

## مناصب
تولى منصب Commonwealth Secretary-General ‏ (1 أبريل 2000–1 أبريل 2008)
- وزير الخارجية  [لغات أخرى]‏ (2 نوفمبر 1990–5 ديسمبر 1999)
- نائب رئيس وزراء نيوزيلندا  [لغات أخرى]‏ (2 نوفمبر 1990–16 ديسمبر 1996)
- عضو مجلس النواب نيوزيلندا
- عضو مجلس الشورى البريطاني.

## التعليم
تعلم في كلية نيلسون ‏.

## جوائز
حصل على جوائز منها:
- فارس الوسام الفيكتوري الملكي
- نيشان نيوزيلندا.

## روابط خارجية
- دون مكينون على موقع IMDb (الإنجليزية)